# ジャパンカップサイクルロードレース1995
ジャパンカップサイクルロードレース1995は、ジャパンカップサイクルロードレースの4回目のレース。1995年10月31日に行われ、クラウディオ・キアプッチが3連覇を達成した。

## 結果
10月31日(火) 154.5km
| 順位 | 選手名                   | 国籍     | チーム                   | 時間          |
| ---- | ------------------------ | -------- | ------------------------ | ------------- |
| 1    | クラウディオ・キアプッチ | イタリア | カレラジーンズ           | 4時間13分08秒 |
| 2    | ステファノ・ザニーニ     | イタリア | ケビス・バラン           | 同            |
| 3    | マウロ・ジャネッティ     | イタリア | ポルティ                 | 同            |
| 4    | パスカル・エルベ         | フランス | フェスティナ             | +1分19秒      |
| 5    | バレリオ・デバルディ     | イタリア | フェスティナ             | +3分16秒      |
| 6    | オスカル・ベッリチョーリ | イタリア | ポルティ                 | 同            |
| 7    | ステファヌ・グベール     | フランス | フェスティナ             | +4分17秒      |
| 8    | ジャン＝シリル・ロバン   | フランス | フェスティナ             | +5分49秒      |
| 9    | ステファノ・ケッキン     | イタリア | カレラジーンズ           | +7分22秒      |
| 10   | シモーネ・ビアージ       | イタリア | メルカトーネウノ・サエコ | 同            |